# Статматен
Статмате́н (фр. Stattmatten) — коммуна на северо-востоке Франции в регионе Гранд-Эст (бывший Эльзас — Шампань — Арденны — Лотарингия), департамент Нижний Рейн, округ Агно-Висамбур, кантон Бишвиллер. До марта 2015 года коммуна в составе кантона Бишвиллер административно входила в округ Агно.
Площадь коммуны — 3,93 км², население — 657 человек (2006) с тенденцией к росту: 689 человек (2013), плотность населения — 175,3 чел/км².

## Население
Население коммуны в 2011 году составляло 679 человек, в 2012 году — 684 человека, а в 2013-м — 689 человек.
| 1962 | 1968 | 1975 | 1982 | 1990 | 1999 | 2006 | 2008 | 2011 | 2012 | 2013 |
| ---- | ---- | ---- | ---- | ---- | ---- | ---- | ---- | ---- | ---- | ---- |
| 339  | 375  | 423  | 544  | 570  | 598  | 657  | 670  | 679  | 684  | 689  |

Динамика населения:

## Экономика
В 2010 году из 468 человек трудоспособного возраста (от 15 до 64 лет) 370 были экономически активными, 98 — неактивными (показатель активности 79,1 %, в 1999 году — 74,7 %). Из 370 активных трудоспособных жителей работали 333 человека (181 мужчина и 152 женщины), 37 числились безработными (14 мужчин и 23 женщины). Среди 98 трудоспособных неактивных граждан 30 были учениками либо студентами, 32 — пенсионерами, а ещё 36 — были неактивны в силу других причин.